# Amplypterus
Amplypterus este un gen de molii din familia Sphingidae. 

## Specii
- Amplypterus celebensis - (Rothschild & Jordan, 1906)
- Amplypterus mansoni - (Clark 1924)
- Amplypterus mindanaoensis - Inoue, 1996
- Amplypterus panopus - (Cramer 1779)
- Amplypterus sumbawanensis - (Eitschberger, 2006)